# Humorale afweer

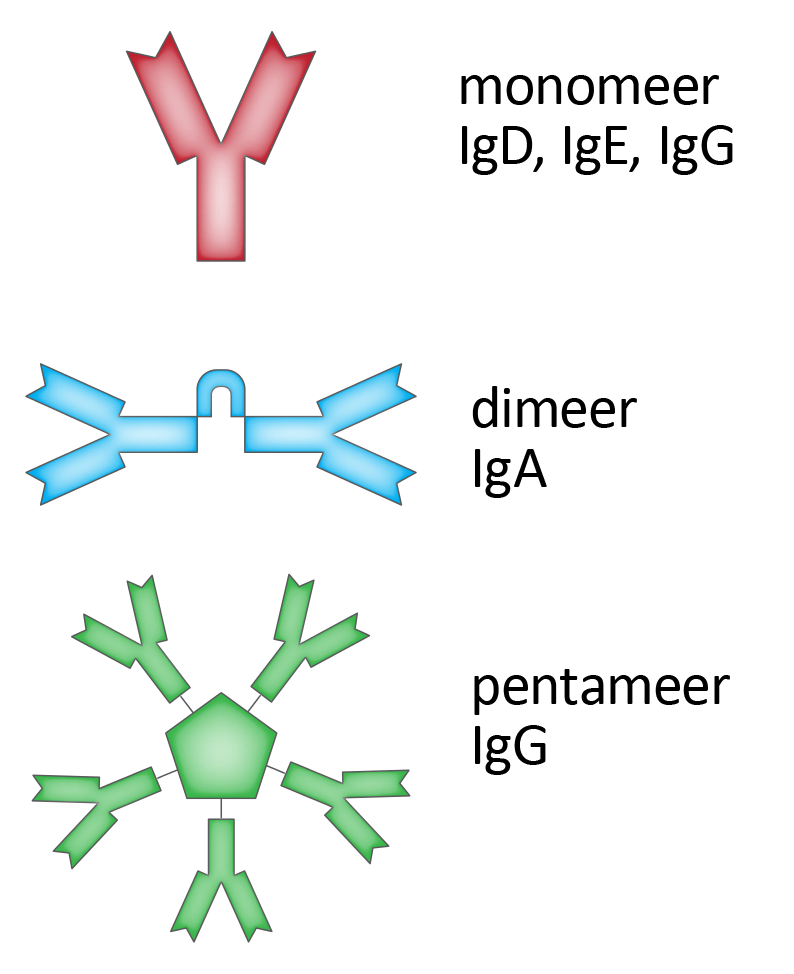
Verschillende typen antilichamen

Humorale afweer is het deel van het immuunsysteem dat verzorgd wordt door eiwitten en andere macromoleculen in de extracellulaire weefselvloeistoffen, zoals antilichamen, complement-eiwitten en bepaalde antimicrobiële peptiden. De naam 'humoraal' komt van het Griekse humores, dat lichaamsvloeistof betekent. Humorale afweer wordt vaak tegengesteld met de cellulaire afweer, dat niet verzorgd wordt door uitgescheiden eiwitten, maar door effectorcellen: lymfocyten en fagocyten.
Het immuunsysteem van gewervelde dieren, waaronder de mens, bestaat globaal uit twee delen: het aangeboren immuunsysteem en verworven immuunsysteem. Beide systemen bevatten humorale componenten. Vooral antilichamen spelen een belangrijke rol in het langdurig beschermen van het lichaam tegen ziekteverwekkers. Om deze reden wordt humorale immuniteit soms gelijkgesteld met de antilichaamrespons. Antilichamen worden gevormd door B-lymfocyten. Ze beschermen tegen binnengedrongen ziekteverwekkers op verschillende manieren, bijvoorbeeld door neutralisatie, activatie van complement en versterking van fagocytose.

## Geschiedenis
Het concept van humorale immuniteit ontstond aan het eind van de negentiende eeuw. De Duitse wetenschapper Hans Buchner kwam er rond 1890 achter dat er een substantie in het bloedserum zit die micro-organismen rechtstreeks kan doden. Deze substantie noemde hij 'alexin'. Paul Ehrlich, die geïntrigeerd raakte in de humorale afweermechanismen tegen bacteriën, hernoemde de substantie later naar complement. Duidelijk werd dat complement-eiwitten oplosbare componenten zijn in het bloed in de weefselvloeistoffen, en een belangrijke rol spelen in de wisselwerking tussen het aangeboren en verworven immuunsysteem.
In 1890 verscheen er nog een nieuwe speler op het immunologische toneel. Emil Behring en Shibasaburo Kitasato, die werkzaam waren aan Robert Koch Instituut in Berlijn, ontdekten dat muizen die geïmmuniseerd werden met difterie- en tetanustoxinen een stofje in hun bloed ontwikkelden dat antitoxische activiteit leek te hebben; het serum kon worden gebruikt (antiserum). Deze ontdekking markeerde het begin van antilichamen als effectorstoffen van de afweer.